# Îlot Rihour
Pour les articles homonymes, voir Rihour.
L’îlot Rihour est un territoire du centre de Lille  très proche du cœur historique de la ville, resté rural jusqu’au milieu du XVe siècle, qui s’urbanise de la fin du XVe siècle au début du XVIIIe siècle, tardivement par rapport aux quartiers voisins.

## Situation
L'îlot Rihour est un territoire du centre de Lille compris entre les rues des Fossés, de la Vieille-Comédie, Jean-Roisin, de Pas, de la Chambre des Comtes, Thiers, la place Maurice-Schumann, la rue de l’hôpital militaire.

## Toponymie
Le nom de Rihout, ensuite modifié en « Rihour », apparaît en 1248 lors de la cession à l’hospice Comtesse d’une manse, terre plantée d’aulnes et de saules et pêcherie, appartenant à Bérard Rihout. Cette pêcherie était vraisemblablement un bassin de rétention tel que celui découvert lors de fouilles archéologiques en 1997 à l’angle de la rue Thiers et de la rue des Poissonceaux. Ce territoire est mentionné en 1360 par la cession d’un pré près d’un vieux fossé (vraisemblablement celui à l’emplacement du canal des Fossés à l’intérieur du territoire englobé par l’enceinte étendue en 1603) et en 1398 dans les comptes de louages de la ville mentionnant la rivière de Rihour (canal des Poissonceaux ou canal de la Vieille-Comédie), un bois, une tour des remparts.

## Origines

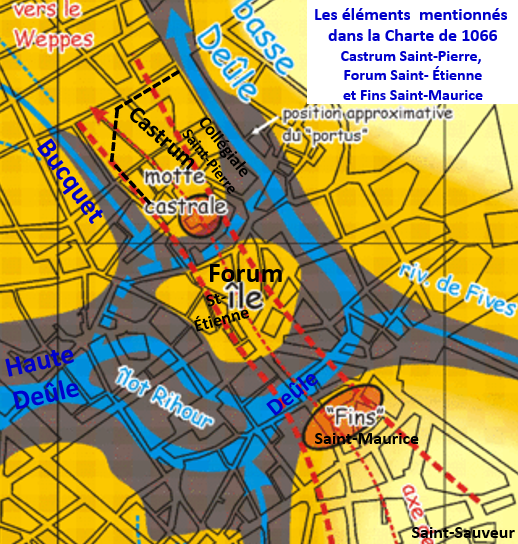
Éléments originels de Lille

L’îlot Rihour était situé entre deux bras originels de la Deûle, l'un au nord-est parallèle à la rue Esquermoise, correspondant à l’ancien canal des Poissonceaux prolongé par le canal de la Vieille Comédie, l'autre au sud-ouest à l’emplacement de la rue de l’hôpital Militaire.
Cette terre située au sud-ouest de l’îlot où est apparu le forum mentionné dans la Charte de 1066, est également proche des deux autres éléments de l’émergence de la ville, le castrum et Fins.
Une première enceinte protégeant le forum aurait été établie le long de la rue Esquermoise à l’emplacement de ce bras nord-est de la Deûle. Le fossé de cette fortification deviendra le canal des Poissonceaux après sa suppression pour une enceinte à l'emplacement approximatif de l'actuelle rue de l'hôpital militaire.
De la Tour de Rihout (emplacement de l’angle de la Rue de la Vieille Comédie et de la rue de Fossés) à la tour de l’Angèle (emplacement du square Morisson) soit approximativement le tracé de la rue des Fossés, l’enceinte était une levée de terre longée d’un fossé de 8 mètres de large sur 1,1 mètre de profondeur, datée du XIIIe siècle, surmontée d’un parapet de briques des années 1315-1325. La nature de l’enceinte  entre la tour de l’Angèle et la tour Neuve de l’Arque (celle-ci à l’angle de la rue des Poissonceaux et de la rue Thiers) ne peut être déterminée au XIVe siècle en l’absence de fouille archéologique ou de document d’archives.
Cet espace intégré à l’intérieur de  l’enceinte reste cependant un terrain humide, exploitation agricole, prés, bois, non urbanisé avant la construction du Palais Rihour de 1453 à 1473.

## L’urbanisation progressive
À l’exception du palais Rihour, ce territoire apparaît encore vide de construction sur le plan de Brun-Lavainne représentant la ville au milieu du XVe siècle. Le jardin des Arbalétriers, terrain d’entrainement, s’étend à  l’autre extrémité de l’îlot à partir du canal de l’Arc.
Le plan Guichardin figurant Lille un siècle plus tard, vers 1560, représente l’ilot Rihour comme un territoire encore peu densément bâti comprenant les rues de Tenremonde (l'actuelle rue de Tenremonde située au sud de la rue Thiers a repris ce nom) et de la Nef (voies disparues englobées par la rue Nationale percée en 1862) et  la rue des Poissonceaux se terminant en impasse sur le jardin des Arbalétriers.
Les rues Saint-Étienne et des Deux-épées ouvertes en 1592 et 1593 ne figurent pas sur ce plan, non plus que le marché au Verjus (disparu à l'ouverture de la rue Nationale en 1863) ouvert en 1603 dans le prolongement de la rue de la Nef également englobée dans la rue Nationale.

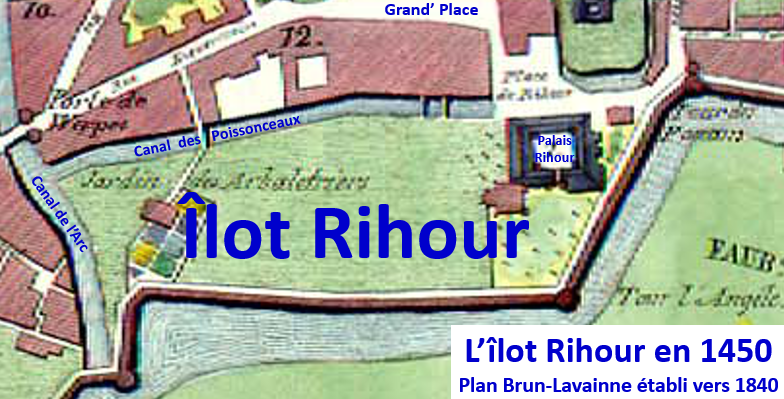
Îlot Rihour en 1450 sur plan Brun Lavainne
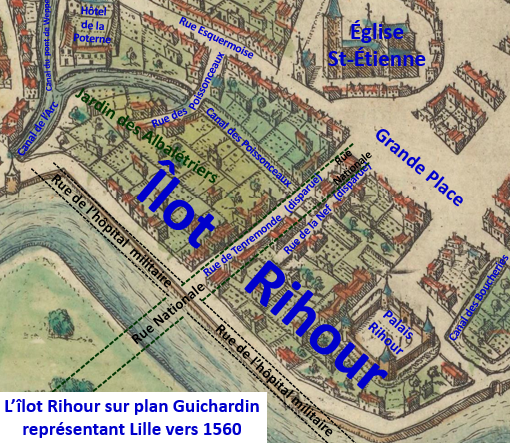
Îlot Rihour sur plan Guichardin

L’agrandissement de la ville de 1603 qui reporte le rempart au sud-ouest fait disparaitre toute trace de l’ancienne enceinte et de son fossé le long de la rue de l’hôpital militaire contrairement au tronçon entre la tour Rihour et la tour de l’Angèle où le fossé devient un canal intérieur au milieu de l’ilot entre la rue de Béthune et la rue des Fossés. Le territoire de cet agrandissement est rattaché aux paroisses Saint-Maurice et Sainte-Catherine, celui de l’îlot Rihour restant dans la paroisse Saint-Étienne.
Son urbanisation se complète avec l’ouverture de la rue du Nouveau-Siècle en 1700 à l’emplacement du jardin des Arbalétriers, avec la construction d’un temple protestant en 1708 puis d’un arsenal en 1733 sur la partie de cet ancien terrain des Arbalétriers entre le canal de l’Arc et la rue des Poissonceaux. Cette rue est prolongée jusqu’à la rue de l’hôpital militaire en longeant cet arsenal.
Les années 1860 et 1870 sont une période de transformation avec l’ouverture en 1862 de la rue Nationale qui absorbe les anciennes rues de Tenremonde et de la Nef, la couverture du canal des Poissonceaux en 1877 sous les rues Jean-Roisin et de Pas, du canal de l’Arc également en 1877 sous la rue Thiers, la démolition à la même époque de l’Arsenal sur lequel est ouverte la rue de la Chambre des Comptes.
L’ilot des Poissonceaux entre les rues de Pas, Saint-Étienne, du Nouveau-Siècle et des Poissonceaux reste jusqu'à sa destruction dans les années 1960 pour le projet du Diplodocus un quartier pauvre et délabré comprenant deux courées.

## L’ilot Rihour auXXIesiècle
Cette ancienne terre marécageuse est une partie de l’hypercentre de Lille, de part et d’autre de la rue Nationale. Ses sites principaux sont les vestiges du palais Rihour et le Nouveau Siècle qui a fait disparaître un îlot insalubre.
De belles maisons du début du XVIIIe siècle de style classique lillois bordent la partie nord de la place Rihour, la Rue de la Vieille Comédie, la rue du Nouveau-Siècle et la rue Saint-Étienne.

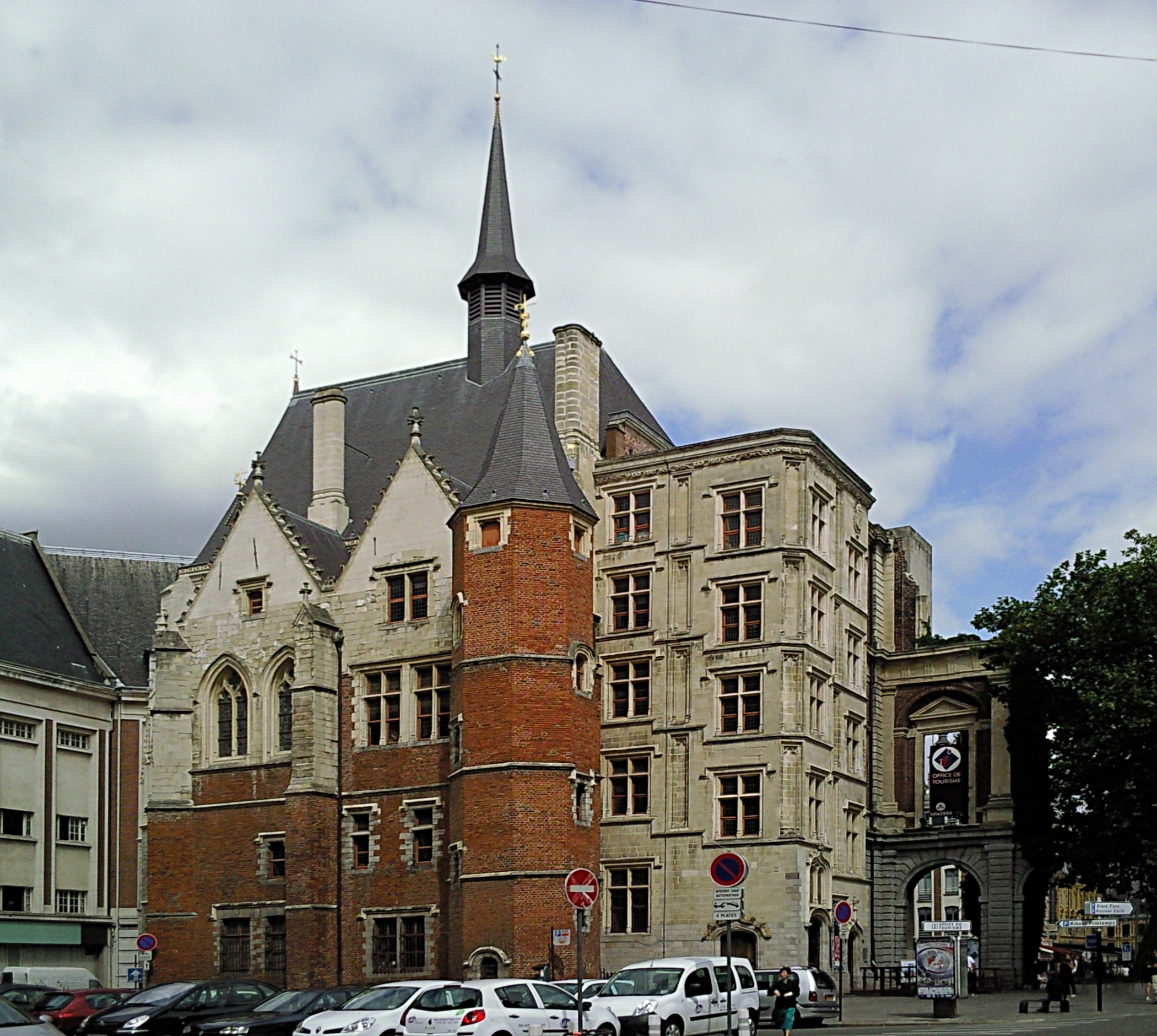
Palais Rihour
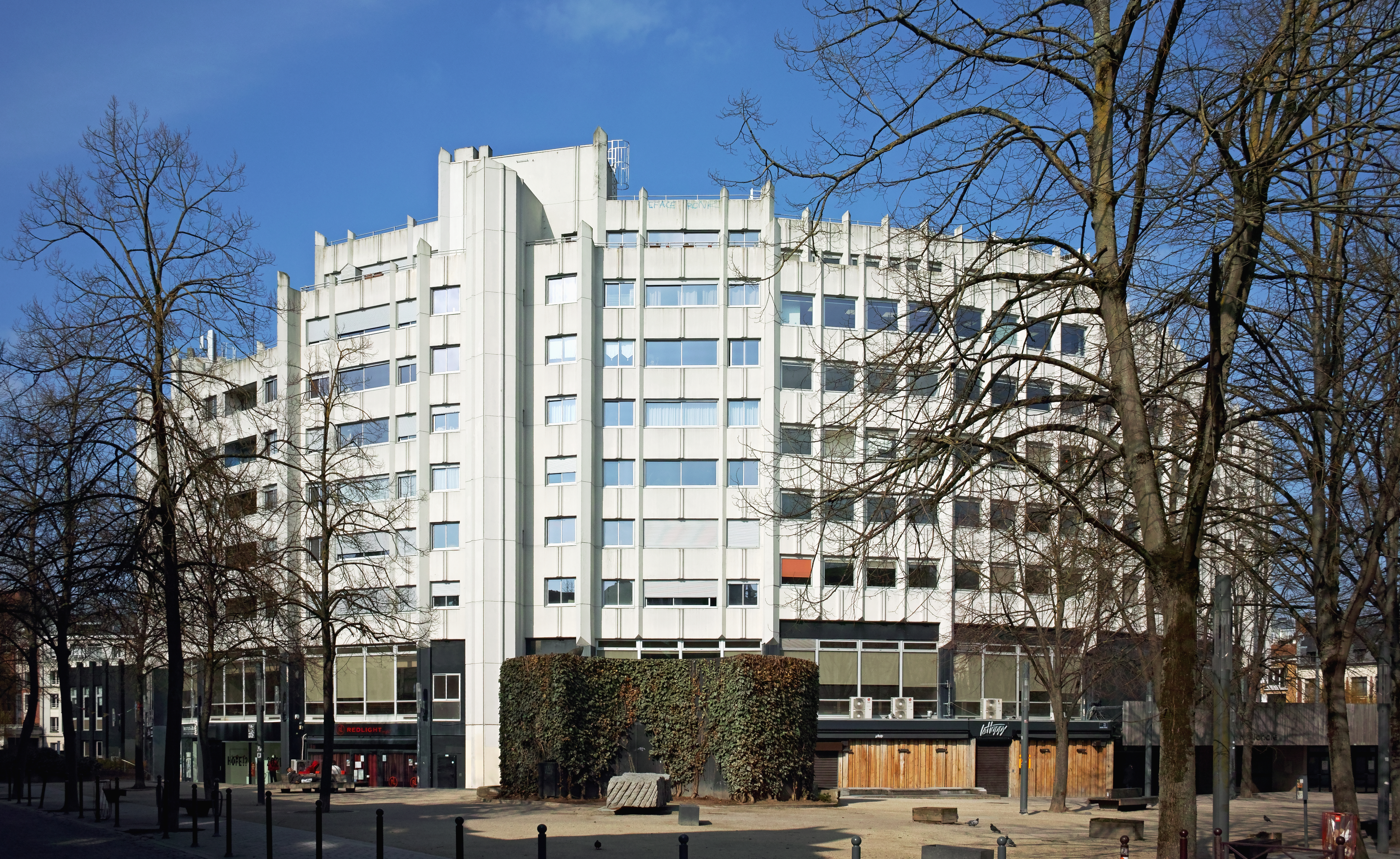
Le Nouveau siècle
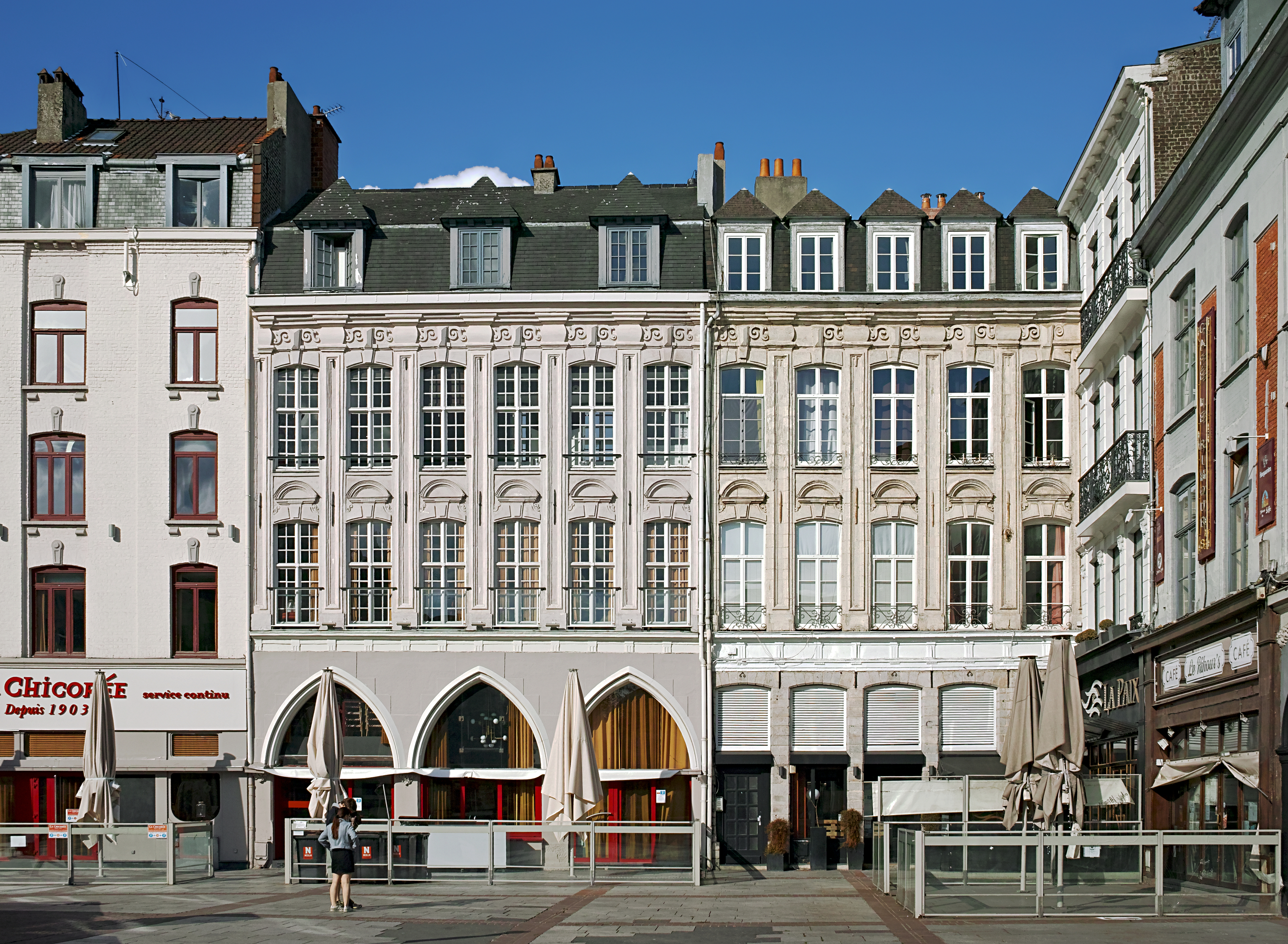
Maisons 19 21 place Rihour